# ФИБА Америка
ФИБА Америка е зона на Международната баскетболна федерация (FIBA), която включва всичките 44 федерации в Америка, които са членки на ФИБА.

## Национални отбори
| Карибски басейн (CBC) \| - Антигуа и Барбуда - Аруба - Бахами - Барбадос - Бермуда - Британски Вирджински острови - Кайманови острови - Куба - Доминика - Доминиканска република - Гренада - Гаяна \| - Хаити - Ямайка - Монсерат - Нидерландски Антили - Пуерто Рико - Сейнт Китс и Невис - Сейнт Лусия - Сейнт Винсент и Гренадини - Суринам - Тринидад и Тобаго - Търкс и Кайкос - Американски Вирджински острови \| | Централна Америка (КОКАБА) - Белиз - Коста Рика - Салвадор - Гватемала - Хондурас - Мексико - Никарагуа - Панама                                                                                               |
| - Антигуа и Барбуда - Аруба - Бахами - Барбадос - Бермуда - Британски Вирджински острови - Кайманови острови - Куба - Доминика - Доминиканска република - Гренада - Гаяна | - Хаити - Ямайка - Монсерат - Нидерландски Антили - Пуерто Рико - Сейнт Китс и Невис - Сейнт Лусия - Сейнт Винсент и Гренадини - Суринам - Тринидад и Тобаго - Търкс и Кайкос - Американски Вирджински острови |

| - Антигуа и Барбуда - Аруба - Бахами - Барбадос - Бермуда - Британски Вирджински острови - Кайманови острови - Куба - Доминика - Доминиканска република - Гренада - Гаяна | - Хаити - Ямайка - Монсерат - Нидерландски Антили - Пуерто Рико - Сейнт Китс и Невис - Сейнт Лусия - Сейнт Винсент и Гренадини - Суринам - Тринидад и Тобаго - Търкс и Кайкос - Американски Вирджински острови |

## Най-добрите десет отбора
| Rank | Team                   | Points |
| ---- | ---------------------- | ------ |
| 1    | САЩ                    | 952.0  |
| 3    | Аржентина              | 498.0  |
| 9    | Бразилия               | 254.0  |
| 19   | Пуерто Рико            | 92.6   |
| 24   | Венецуела              | 49.0   |
| 26   | Канада                 | 46.6   |
| 27   | Доминиканска република | 45.6   |
| 28   | Панама                 | 41.8   |
| 29   | Уругвай                | 39.2   |
| 32   | МексикоШ               | 26.4   |

Ш Настоящ шампион на зоната.

## Настоящи шампиони
| Турнир                                                       | Година | Шампион  | Финалист    | Трето място |
| ------------------------------------------------------------ | ------ | -------- | ----------- | ----------- |
| Американско първенство по баскетбол                          | 2013   | Мексико  | Пуерто Рико | Аржентина   |
| Американско първенство по баскетбол за жени                  | 2011   | Бразилия | Аржентина   | Канада      |
| Американско първенство по баскетбол за юноши под 18 години   | 2012   | САЩ      | Бразилия    | Канада      |
| Американско първенство по баскетбол за девойки под 18 години | 2012   | САЩ      | Бразилия    | Аржентина   |
| Американско първенство по баскетбол за юноши под 16 години   | 2013   | САЩ      | Аржентина   | Канада      |
| Американско първенство по баскетбол за девойки под 16 години | 2013   | САЩ      | Канада      | Бразилия    |